# Deneuvre
Deneuvre é uma comuna francesa na região administrativa de Grande Leste, no departamento de Meurthe-et-Moselle. Estende-se por uma área de 9,7 km². Em 2010 a comuna tinha 528 habitantes (densidade: 54,4 hab./km²).